# 你是我的城池营垒
《你是我的城池營壘》（英語：You Are My Hero），是一部中國大陸现代都市军事医疗电视剧，由馬思純和白敬亭領銜主演，  改編自沐清雨在晉江文學城上刊載的同名網絡小說。2021年3月11日在WeTv首播, 由于其成功，它在南亚国家上映。 並入榜第32屆華鼎獎'中國電視劇滿意度調查百強榜單。更獲得第50屆國際艾美獎“最佳電視連續劇”獎項提名。

## 劇情簡介
該劇講述了新晉住院醫生米佧(馬思純)，在醫院聯合特警隊組織的應急救援培訓中，與特警精英邢克壘(白敬亭)相識，從一開始因誤會引發的敵對，到幾次意外救援中邢克壘逐漸被米佧的勇敢堅強無私吸引的浪漫愛情故事，更從醫生與警察行業的真實案例中取材，並且全程由行業內專業人士指導，以嚴謹專業的態度深入現實，刻畫醫生與特警兩大行業，讓更多人了解警察和醫務工作者的奉獻與不易。

## 演員列表

### 主要演員
| 演員   | 角色   | 介紹 |
| 馬思純 | 米佧   | 仁心醫院神經外科醫生 患有恐高症的新晉住院醫生。在一次銀樓搶劫案中被歹徒挾持，意外被特警隊長邢克垒拯救，兩人因此結緣，並從此對於這個給予她滿滿安全感的特警留下深刻印象。兩年後與邢克壘在醫院聯合特警隊組織的應急救援培訓中再次相遇，在多次的拯救行動中逐漸被邢克壘的正直和強悍吸引而喜歡上他。 |
| 白敬亭 | 邢克垒 | 江寧市特警猛虎突擊隊隊長 江寧市史上最年輕的特警中隊長。在一次銀樓搶劫案中拯救了米佧，兩人因此結緣，並從此對這個勇敢的女孩念念不忘。兩年後與米佧在醫院聯合特警隊組織的應急救援培訓中再次相遇，在多次的拯救行動中漸漸被米佧的勇敢和善良吸引而喜歡上她                                           |

### 邢克壘的周邊人物
| 演員   | 角色   | 介紹                                                                                |
| 陳昊   | 束文波 | 特警猛虎突擊隊副隊長 邢克壘的的隊友，喜歡阮青夏，卻遲遲不敢說出口，後與阮青夏結婚。 |
| 張瑤   | 邢克瑤 | 邢克壘的姐姐，是邵宇寒的前女友，兩人最後重歸於好。                                  |
| 江鵬   | 陸風   | 邢克壘的高中、警校同學，後因家庭原因離開特警隊，喜歡阮青夏，現為酒吧老闆。          |
| 劉丕中 | 郝義城 | 特警隊隊長 賀主任的丈夫。                                                           |
| 羅昱焜 | 卓文靖 | 特警猛虎隊唯一女隊員，能力很強。                                                    |
| 王群石 | 李念   | 特警猛虎隊隊員，充滿正義感。                                                        |
| 柴隽哲 | 羅霆   | 特警猛虎隊隊員，話少。                                                              |

### 米佧的周邊人物
| 演員   | 角色   | 介紹 |
| 王陽   | 邵宇寒 | 神經外科主任 米佧的上司兼領路人，是邢克瑤的前男友，兩人最後重歸於好。                                                                |
| 姜珮瑤 | 阮青夏 | 電視台編導 米佧的好友，喜歡束文波，後與束文波結婚。為人敢愛敢恨。                                                                    |
| 郭泱   | 許妍姍 | 米佧醫學系同學，神經外科同事，父親為神經外科權威，害怕擔責任，希望親近邵宇寒。在医院时视米佧为假想敌而陷害她。后与其和好，并出国留学 |
| 陳木易 | 陳韜   | 米佧醫學系同學，急診外科同事，喜歡許妍姍。                                                                                           |
| 秦旋   | 衛蘭   | 急診外科醫主任 米佧上司，邵宇寒的同學，個性直爽。                                                                                    |
| 曹蘇蘇 | 葉小滿 | 米佧好友，患有惡性膠質瘤，個性堅強。                                                                                                 |

## 剧集回响
團隊專業的態度保證了劇集的品質，劇集播出後得到“真實、專業不矯情”的高度評價。 主演们的演技十分精湛、引人入胜的故事情节引起观众的共鸣，进一步提升了该剧的人气。 播出上線僅三天便播放破億，更連續三週蟬聯霸屏連續劇周榜第一 ,  口碑及收視熱度一直高居不下。主演均登上微博“十大热搜明星”榜单。 由于成功，该系列也在印度尼西亚，韩国和其他南亚国家上映。

## 電視劇原聲帶
| 曲序 | 曲目                   |        | 作曲   | 编曲     | 演唱           |
| ---- | ---------------------- | ------ | ------ | -------- | -------------- |
| 1.   | 《因為有你》（主題曲） | 王海濤 | 孔一蟬 |          | 旅行團樂隊     |
| 2.   | 《意外》（片尾曲）     | 张赢   | 羅錕   | 歐陽箐宇 | 葉炫清、陳雪燃 |
| 3.   | 《愛上了》（插曲）     | 明天   | 陳雪燃 | 陳雪燃   | 胡夏           |
| 4.   | 《眷戀》（插曲）       | 林喬   | 都智文 | 張楚弦   | 劉宇寧         |
| 5.   | 《呢喃》（插曲）       | 林乔   | 都智文 | 廖正星   | 都智文         |
| 6.   | 《周旋》（插曲）       | 林乔   | 都智文 | 余威     | 張瑤           |

## 生产
製作團隊為了角色的真實性，在北京、南京等地多處採訪調研，了解特警與醫生的真實生活，為更加貼近角色，去南京特警與醫院進行專業的學習，跟著南京特警龍虎突擊隊接受散打、高空索降等技術練習，也有持槍、械鬥等動作場面的訓練。《你是我的城池營壘》原版小說中是「少校」與「軍醫」之間的愛情，而劇版改成了「特警」與「醫生」之間的愛情。
該劇於2021年3月11日起在中國騰訊影音、優酷、愛奇藝及台灣WeTV首播，於2021年5月27日起在中央電視台電視劇頻道播出。更於2021年7月29日起在中央電視台電視劇頻道暑期好劇檔重播。

## 獎項與提名
| 年份 | 頒獎典禮             | 獎項                           | 工作                 | 結果 | 参考資料 |
| 2021 | Weibo Awards         | Actor of the Year              | 白敬亭               | 獲獎 | [ 32 ]   |
| 2021 | 時尚芭莎年度派對     | 年度魅力Icon                   | 白敬亭               | 獲獎 | [ 33 ]   |
| 2021 | 第16屆首爾國際電視節 | 最佳男演員                     | 白敬亭               | 提名 | [ 34 ]   |
| 2021 | 智族GQ年度人物盛典   | 年度榜樣力量人物               | 白敬亭               | 獲獎 |          |
| 2021 | 26th 亚洲内容大奖    | Best Actress in a Leading Role | 马思纯               | 提名 | [ 35 ]   |
| 2021 | 32屆華鼎獎           | 中國電視劇滿意度調查百強榜單   | 《你是我的城池營壘》 | 上市 | [ 36 ]   |
| 2022 | 第50屆國際艾美獎     | 最佳電視連續劇                 | 《你是我的城池營壘》 | 提名 | [ 37 ]   |